# 呉有邦
呉 有邦（オ・ユバン、朝鮮語: 오유방/吳有邦、1940年9月18日 - ）は、大韓民国の政治家、弁護士。第9・10・13代韓国国会議員。本貫は宝城呉氏、カトリック教徒。

## 経歴
京城出身。清州高等学校、ソウル大学校法科大学卒、同司法大学院修了。高等考試司法科・行政科に合格。ベトナム戦争で陸軍法務官として参戦した。
その後不遇青少年義兄弟結び運動ソウル新連盟の理事、韓国労総、新進グループ、韓進グループ、豊殿商事、大韓通運、ソウル薬品の法律顧問、民主共和党の西大門甲区党委員長、政策特別委員、国土・統一委員などを務め、1973年1月31日、第11代大韓ホッケー協会会長に就任した。
1973年2月27日に実施された第9代総選挙に民主共和党の公認で立候補して初当選し、国会議員を計3期務めた。他にはハーバード大学国際問題研究所客員研究員、カリフォルニア大学バークレー校東アジア問題研究所客員研究員、国定教科書株式会社理事長、第13代国会法律改廃特別委員会委員長、財団法人維民奨学会理事長、光化門法務法人弁護士を務めた。